# Серро Кіштвар
Серро Кіштвар (англ. Cerro Kishtwar) — гірська вершина висотою 6155 м розташована на території Індії (штат Джамму та Кашмір) в Гімалаях.
Першу невдалу спробу сходження на Серро Кіштвар по північно-західній далі по північно-східній стінах було здійснено в 1991 р.
Вже через 2 роки (20 вересня 1993 р.) вершину було вперше підкорено англійськими альпіністами (Mick Fowler і Steve Sustad) за тим же маршрутом і на довгі роки про цю вершину альпіністи забули.
На відміну від попередніх спроб першопроходження східною стіною в серпні 2015 р. здійснили американець Хайден Кеннеді, француз Ману Пеллісьє і словени Марко Презль і Урбан Новак. Команда здійснила два сходження під час міжнародної гімалайської експедиції.

## Ресурси Інтернету
- andypmountainguide.com
- Cerro Kishtwar: An Expedition in the Kashmir-Himalaya (Stephan Siegrist)
- colltex.ch: Foto des Cerro Kishtwar mit Yoniverse-Route[недоступне посилання з липня 2019]